# Diskografija Miley Cyrus
Diskografija ameriške pevke Miley Cyrus obsega tri studijske albume, dva albuma v živo, en EP, osem singlov, osem videospotov in dva soundtracka. Njen prvi album, Meet Miley Cyrus, je izšel junija 2007. Bil je drugi CD na dvojnem albumu Hannah Montana 2/Meet Miley Cyrus, ki je zasedel prvo mesto na ameriški lestvici Billboard 200 (kjer je prejel tudi trikratno platinasto certifikacijo s strani organizacije Recording Industry Association of America) in se pojavil med prvimi desetimi na lestvicah v Kanadi, Novi Zelandiji in na Norveškem. Njen drugi album, Breakout, je izšel julija leta 2008 in zasedel prvo mesto na lestvicah v Združenih državah, Kanadi in Avstraliji. Prejel je platinasto certifikacijo v Združenih državah, Združenem kraljestvu in na Irskem ter zlato v Nemčiji, Avstraliji in Španiji.
Njen prvi soundtrack (ki ga ni posnela kot Hannah Montana) je bil soundtrack, ki ga je posnela za film Hannah Montana: The Movie. Posnela je tudi album v živo, imenovan Hannah Montana & Miley Cyrus: Best of Both Worlds Concert, ki je pristal na tretjem mestu ameriške in kanadske lestvice, ter Wal-Martov ekskluzivni EP The Time of Our Lives, ki je dosegel drugo mesto na ameriški lestvici.
Pesem "The Climb" iz soundtracka za film Hannah Montana: The Movie, je dosegla prvo mesto na Billboardovi lestvici Hot Adult Contemporary Tracks julija 2009, s čimer je Miley Cyrus postala druga najmlajša glasbena ustvarjalka na lestvici, takoj za LeAnn Rimes, katere pesem "How Do I Live" se je na lestvico uvrstila leta 1997. Mesec dni kasneje je pesem "Party in the U.S.A.," iz EP-ja The Time of Our Lives, pristala na vrhu Billboardove lestvice Hot Digital Songs, saj je preko interneta prodala več kot 226.000 kopij izvodov. Miley Cyrus je posnela štiri single, katerih zaslužek je odšel v dobrodelne namene, vključno s pesmijo "Just Stand Up!" iz leta 2008 in singlom "Send It On" z Disney's Friends for Change leta 2009. 1. novembra 2009 je singl "Party in the U.S.A." postal njen tretji singl, ki je izpadel iz prvih desetih singlov na glasbeni lestvici v Veliki Britaniji, saj je tam zasedel enajsto mesto; pred tem se je to naredilo že pesmima "See You Again" in "The Climb".
Tretji album Miley Cyrus, Can't Be Tamed, je izšel 21. junija leta 2009 v Združenih državah Amerike.

## Albumi
| Leto | Detajli                                                                               | Dosežki | Dosežki | Dosežki | Dosežki | Dosežki | Dosežki | Dosežki | Dosežki | Dosežki | Dosežki | Certifikacije                                                                              |
| Leto | Detajli                                                                               | US      | CAN     | UK      | IRE     | AUS     | NZ      | NOR     | SPA     | CH      | GER     | Certifikacije                                                                              |
| ---- | ------------------------------------------------------------------------------------- | ------- | ------- | ------- | ------- | ------- | ------- | ------- | ------- | ------- | ------- | ------------------------------------------------------------------------------------------ |
| 2007 | Meet Miley Cyrus - Izdan: 26. junij 2007 - Format: CD, digitalno - Založba: Hollywood | 1       | 3       | –       | –       | 20      | 6       | 8       | 46      | 91      | 47      | - US: 3x Platinasta                                                                        |
| 2008 | Breakout - Izdan: 22. julij 2008 - Format: CD, digitalno - Založba: Hollywood         | 1       | 1       | 10      | 11      | 1       | 2       | 15      | 7       | 25      | 16      | - US: Platinasta - UK: Platinasta - GER: Zlata - AUS: Zlata - IRE: Platinasta - SPA: Zlata |
| 2010 | Can't Be Tamed - Izdan: 21. junij 2010 - Format: CD, digitalno - Založba: Hollywood   | 3       | 2       | 8       | 5       | 4       | 2       | 8       | 1       | 3       | 4       |                                                                                            |

### Albumi v živo
| 2008                                              | Hannah Montana & Miley Cyrus: Best of Both Worlds Concert - Izdan: 11. marec 2008 - Format: CD, digitalno - Založba: Walt Disney | 3 | 3 | 29 | 16 | 27 | 46 |
| 2009                                              | iTunes Live from London - Izdan: 12. maj 2009 - Format: Digitalno - Založba: Hollywood                                           | - | - | -  | -  | -  | -  |
| "—" označuje, da se album ni uvrstil na lestvico. | |   |   |    |    |    |    |

### EP-ji
| Leto                                           | Detajli                                                                                     | Dosežki | Dosežki | Dosežki | Dosežki | Dosežki | Dosežki | Certifikacije                                               |
| Leto                                           | Detajli                                                                                     | US      | AUS     | NZ      | SPA     | GER     | UK      | Certifikacije                                               |
| ---------------------------------------------- | ------------------------------------------------------------------------------------------- | ------- | ------- | ------- | ------- | ------- | ------- | ----------------------------------------------------------- |
| 2009                                           | The Time of Our Lives - Izdan: 31. avgust 2009 - Format: CD, digitalno - Založba: Hollywood | 2       | 11      | 9       | 6       | 9       | 17      | - US: Platinasta - UK: Zlata - SPA: Platinasta - GER: Zlata |
| "—" označuje, da se EP ni uvrstil na lestvico. |                                                                                             |         |         |         |         |         |         |                                                             |

## Soundtracki
| Leto | Detajli                                                                                                 | Dosežki | Dosežki | Dosežki | Dosežki | Dosežki | Certifikacije                                          |
| Leto | Detajli                                                                                                 | US      | CAN     | AUS     | NZ      | SPA     | Certifikacije                                          |
| ---- | --- | ------- | ------- | ------- | ------- | ------- | ------------------------------------------------------ |
| 2009 | Hannah Montana: The Movie - Izdan: 23. marec 2009 - Format: CD, digital download - Založba: Walt Disney | 1       | 1       | 6       | 1       | 1       | - US: 2x Platinasta - SPA: Platinasta - NZ: Platinasta |
| 2010 | The Last Song: Original Soundtrack - Izdan: 23. marec 2010 - Format: Digitalno - Založba: Hollywood     | 104     | -       | -       | -       | -       |                                                        |

## Singli
| Leto                                              | Singl                                 | Dosežki | Dosežki | Dosežki | Dosežki | Dosežki | Dosežki | Dosežki | Dosežki | Dosežki | Dosežki | Certifikacije                         | Album                     |
| Leto                                              | Singl                                 | US      | CAN     | UK      | AUS     | EU      | IRE     | GER     | NZ      | SPA     | NOR     | Certifikacije                         | Album                     |
| ------------------------------------------------- | ------------------------------------- | ------- | ------- | ------- | ------- | ------- | ------- | ------- | ------- | ------- | ------- | ------------------------------------- | ------------------------- |
| 2007                                              | "See You Again" (in Rock Mafia remix) | 10      | 4       | 11      | 6       | 38      | 13      | 52      | 11      | —       | —       | - AUS: Platinum                       | Meet Miley Cyrus          |
| 2007                                              | "Start All Over"                      | 68      | 91      | —       | 41      | —       | —       | —       | —       | —       | —       |                                       | Meet Miley Cyrus          |
| 2008                                              | "7 Things"                            | 9       | 13      | 25      | 10      | 44      | 26      | 17      | 24      | —       | 8       | - AUS: Zlato                          | Breakout                  |
| 2008                                              | "Fly on the Wall"                     | 84      | 73      | 16      | 54      | 57      | 23      | 62      | —       | —       | —       |                                       | Breakout                  |
| 2009                                              | "The Climb"                           | 4       | 5       | 11      | 5       | 25      | 11      | 41      | 12      | 46      | 5       | - US: 2× Platinasta - AUS: Platinasta | Hannah Montana: The Movie |
| 2009                                              | "Party in the U.S.A."                 | 2       | 3       | 11      | 6       | 17      | 5       | —       | 3       | 32      | 12      | - US: 3× Platinasta - AUS: Platinasta | The Time of Our Lives     |
| 2010                                              | "When I Look at You"                  | 16      | 24      | 79      | 19      | —       | 45      | —       | 27      | —       | —       |                                       | The Time of Our Lives     |
| 2010                                              | "Can't Be Tamed"                      | —       | —       | —       | —       | —       | —       | —       | —       | —       | —       |                                       | Can't Be Tamed            |
| "—" označuje, da se singl ni uvrstil na lestvico. |                                       |         |         |         |         |         |         |         |         |         |         |                                       |                           |

### Nesamostojni singli
| 2007                                               | "Ready, Set, Don't Go"          | Billy Ray Cyrus             | 37  | 47 | —  | —  | —  | —  | —  | Home at Last   |
| 2008                                               | "Just Stand Up!"                | Artists Stand Up to Cancer  | 11  | 10 | 26 | 39 | 11 | 19 | —  | Brez albuma    |
| 2009                                               | "Send It On"                    | Disney's Friends for Change | 20  | —  | —  | —  | —  | —  | —  | Brez albuma    |
| 2009                                               | "We Belong to the Music"        | Timbaland                   | 101 | 63 | —  | —  | —  | —  | —  | Shock Value II |
| 2010                                               | "Everybody Hurts"               | Helping Haiti               | 121 | 59 | 1  | 28 | 1  | 17 | 37 | Brez albuma    |
| 2010                                               | "We Are the World 25 for Haiti" | Ostali izvajalci            | 2   | 8  | 50 | 18 | 9  | 8  | 15 | Brez albuma    |
| 2010                                               | "Nothing to Lose"               | Bret Michaels               | —   | —  | —  | —  | —  | —  | —  | Custom Built   |
| "—" označuje, da se pesem ni uvrstila na lestvico. |                                 |                             |     |    |    |    |    |    |    |                |

### Ostale uspešne pesmi
| 2007                                               | "G.N.O. (Girl's Night Out)"                             | 91  | 76  | —  | —  | —  | —  | —  | Meet Miley Cyrus          |
| 2007                                               | "I Miss You"                                            | 109 | 92  | —  | —  | —  | —  | —  | Meet Miley Cyrus          |
| 2008                                               | "Good and Broken"                                       | —   | 100 | —  | —  | —  | —  | —  | Meet Miley Cyrus          |
| 2008                                               | "Breakout"                                              | 56  | —   | 45 | —  | 94 | —  | —  | Breakout                  |
| 2008                                               | "Girls Just Wanna Have Fun"                             | 113 | —   | 92 | —  | —  | —  | —  | Breakout                  |
| 2008                                               | "Goodbye"                                               | 124 | —   | —  | —  | —  | —  | —  | Breakout                  |
| 2009                                               | "Butterfly Fly Away" (skupaj z Billyjem Rayjem Cyrusom) | 56  | —   | 50 | 78 | 56 | —  | 46 | Hannah Montana: The Movie |
| 2009                                               | "Hoedown Throwdown"                                     | 18  | 29  | 15 | 18 | 20 | 40 | 10 | Hannah Montana: The Movie |
| 2010                                               | "The Time of Our Lives"                                 | 123 | —   | 51 | —  | —  | —  | —  | The Time of Our Lives     |
| 2010                                               | "I Hope You Find It"                                    | 105 | —   | —  | —  | —  | —  | —  | The Last Song Soundtrack  |
| 2010                                               | "Stay"                                                  | 75  | —   | 61 | —  | —  | —  | —  | Can't Be Tamed            |
| 2010                                               | "Liberty Walk"                                          | 103 | —   | 79 | —  | —  | —  | —  | Can't Be Tamed            |
| "—" označuje, da se pesem ni uvrstila na lestvico. |                                                         |     |     |    |    |    |    |    |                           |

## Videospoti
| Leto | Naslov                                              | Režiser         |
| ---- | --------------------------------------------------- | --------------- |
| 2007 | "Stand" (skupaj z Billyjem Rayjem Cyrusom)          | Matt Smith      |
| 2007 | "Start All Over"                                    | Marc Webb       |
| 2008 | "7 Things"                                          | Brett Ratner    |
| 2008 | "Fly on the Wall"                                   | Philip Andelman |
| 2009 | "The Climb"                                         | Matthew Rolston |
| 2009 | "Send It On" (skupaj z Disney's Friends for Change) | Nepoznan        |
| 2009 | "Party in the U.S.A."                               | Chris Applebaum |
| 2010 | "When I Look at You"                                | Adam Shankman   |
| 2010 | "Can't Be Tamed"                                    | Robert Hales    |